# Industrial Research
Das Institute Industrial Research Limited, war eines von ehemals acht neuseeländischen Crown Research Institutes, welches die Aufgabe hatte, neue Technologien oder Geschäftsideen zu fördern, zu entwickeln, in Kooperationen zu Marktreife zu bringen und damit den industriellen Wirtschaftszweig Neuseelands mit neu entwickelten Produkten und entsprechendem Know-how zu unterstützen. Der Name des Instituts in [[Maorische Sprache|Māori]] war Te Tauihu Pūtaiao, was mit the leading edge of science (die führende Ecke/Zacke der Wissenschaft) übersetzt wurde.
Zum Ende des Geschäftsjahres 2007/2008 hatte das Institut erstmals nach vielen Jahren einen Gewinn von knapp über eine halbe Million NZ$ erwirtschaftet, wogegen die zum Teil erheblichen Verluste der vorangegangenen Jahre immer wieder Anlass zur Sorge gaben.
Am 1. Februar 2013 wurde das in Callaghan Industrial Research Ltd umbenannte Institut als Crown Research Institute aufgelöst und als Tochterunternehmen der Callaghan Innovation weiter geführt.

## Sitz und Büros
Der Hauptsitz des Instituts war in Lower Hutt nahe Wellington. Zwei weitere Büros befanden sich in Auckland und in Christchurch.

## Geschichte
In den 1980ern begann die neuseeländische Regierung die Bereiche Forschung und Wissenschaft neu zu strukturieren. 1989 wurde dafür das Ministry of Research, Science and Technology (Ministerium für Forschung, Wissenschaft und Technologie) mit dem Ziel geschaffen, die Regierung zu beraten, Entscheidungsprozesse vorzubereiten, Mittelvergaben zu priorisieren und eine Erfolgskontrolle einzuführen. Doch damit nicht genug, wollte man für unterschiedliche Aufgabenbereiche einzelne Institute schaffen, die unter Regierungsaufsicht eigenständig und eigenverantwortlich wirtschaften, mit eigenen Richtlinien und Regeln arbeiten und erfolgsbezogen öffentliche und privatwirtschaftliche Aufträge erledigen. Mit dem Crown Research Institutes Act 1992 wurden zu diesem Zweck zunächst zehn Crown Research Institute gegründet und später auf acht reduziert, das Institut Industrial Research Limited war eines von den acht.
Mit dem Companies Act 1993 wurden alle Institute zu Gesellschaften mit beschränkter Haftung (Limited) umgewandelt.
Industrial Research Limited war, wie alle anderen Crown Research Institutes auch, der Crown Company Unit (kontrollierende und beratende Abteilung) des Finanzministeriums und dem verantwortlichen Minister für Forschung, Wissenschaft und Technologie unterstellt. Beide verantwortlichen Minister wurde jeweils auch immer Shareholder der acht Crown Research Institutes und entsprechend registriert.

## Unternehmensbeteiligungen bis zur Auflösung
100-prozentige Tochterunternehmen:
- Measurement Standards Laboratory of New Zealand Limited, Lower Hutt, gegründet am 23. Mai 1994
- Bio-Sol Limited, Lower Hutt, gegründet am 22. Januar 2003
- Glycosyn Technologies Limited, Lower Hutt, gegründet am 28. Oktober 2004

Beteiligungen:
- Superlink Developments Limited, Lower Hutt, gegründet am 12. August 1988, (67 %-Anteil).
- New Zealand Synchrotron Group Limited, Wellington, gegründet am 13. September 2006, unter Beteiligung von sieben Universitäten des Landes und drei weiteren Crown Research Institutes, wie der AgResearch Limited, dem The New Zealand Institute for Plant and Food Research Limited und dem Institute of Geological and Nuclear Sciences Limited, (6,7 %-Anteil).
- General Cable Superconductors Limited, Christchurch, gegründet am 19. Dezember 2007, (49 %-Anteil).
- HTS-110 Limited, Lower Hutt, gegründet am 1. April 2004, unter einer 49,7 %-Beteiligung der Innovation Finance Limited.

- Das Tochterunternehmen, Innovation Finance Limited, gegründet am 17. November 2004, wurde am 10. Juni 2008 mit der Industrial Research Limited verschmolzen.[11]